# هایدی کاکور
هایدی کاکور (انگلیسی: Heidi Kackur؛ زادهٔ ۳۱ اکتبر ۱۹۷۸) بازیکن فوتبال اهل فنلاند است.
از باشگاه‌هایی که در آن بازی کرده‌است می‌توان به باشگاه فوتبال روزنگرد اشاره کرد.
وی همچنین در تیم ملی فوتبال زنان فنلاند بازی کرده‌است.